# Harry Rapf
Harry Rapf (New York, 16 ottobre 1880 – Los Angeles, 6 febbraio 1949) è stato un produttore cinematografico statunitense.
È uno dei 36 fondatori dell'Academy of Motion Picture Arts and Sciences che nasce nel 1927, un'organizzazione per il miglioramento e la promozione mondiale del cinema. L'accademia, nel 1929, crea il Premio Oscar.
Creò una propria casa di produzione, la Harry Rapf Productions, che fu attiva dal 1917 al 1924, con un catalogo di dieci film.

## Filmografia

### Produttore
- Nell'ingranaggio (To-Day), regia di Ralph W. Ince (1917)
- The Accidental Honeymoon, regia di Léonce Perret (1918)
- The Sins of the Children, regia di John S. Lopez (1918)
- Wanted for Murder, regia di Frank Hall Crane (1918)
- Why Girls Leave Home, regia di William Nigh (1921)
- Your Best Friend, regia di William Nigh (1922)
- Rags to Riches, regia di Wallace Worsley (1922)
- Heroes of the Street, regia di William Beaudine (1922)
- Brass, regia di Sidney Franklin (1923)
- Where the North Begins, regia di Chester M. Franklin (1923)
- Lucretia Lombard, regia di Jack Conway (1923)
- Donne di lusso (Broadway After Dark), regia di Monta Bell (1924)
- Dance Madness, regia di Robert Z. Leonard (1926)
- Lo studente (Brown of Harvard), regia di Jack Conway (1926)
- Sesso... che non tramonta (The Waning Sex), regia di Robert Z. Leonard (1926)
- Sigari e sigarette, signori (After Midnight), regia di Monta Bell (1927)
- Gus Edwards' Song Revue, regia di Gus Edwards - cortometraggio (1929)
- La canzone di Broadway (The Broadway Melody), regia di Harry Beaumont (1929)
- Song of the Roses, regia di Gus Edwards - cortometraggio (1929)
- Climbing the Golden Stairs, regia di Gus Edwards - cortometraggio (1929)
- Hollywood che canta (The Hollywood Revue of 1929), regia di Charles Reisner (1929)
- The Man in Possession, regia di (non accreditato) Sam Wood (1931)
- New Adventures of Get-Rich-Quick Wallingford, regia di (non accreditato) Sam Wood (1931)
- Il campione (The Champ), regia di King Vidor (1931)
- L'amante (Possessed), regia di Clarence Brown (1931)
- Ingratitudine (Emma), regia di Clarence Brown (1932)
- Lovers Courageous, regia di (non accreditato) Robert Z. Leonard (1932)
- Freaks, regia di Tod Browning (1932)
- New Morals for Old, regia di Charles Brabin (1932)
- Divorce in the Family, regia di Charles Reisner (1932)
- Hollywood Premiere, regia di Murray Roth (1933)
- Looking Forward, regia di Clarence Brown (1933)
- Cuori in burrasca (Tugboat Annie), regia di Mervyn LeRoy (1933)
- Turn Back the Clock, regia di Edgar Selwyn (1933)
- Broadway to Hollywood, regia di Willard Mack, Jules White (1933)
- Forty Little Mothers, regia di Busby Berkeley (1940)
- La mano deforme (Scene of the Crime), regia di Roy Rowland (1949)